# Ермолаев, Павел Аркадьевич
Павел Аркадьевич Ермолаев (род. 18 января 1968) — советский и российский хоккеист, нападающий.

## Биография
Воспитанник московского «Спартака». Играл за команды «Спартак» Архангельск (1986/87 — 1988/89), «Звезда» / СКА-2 Ленинград (1988/89 — 1990/91), «Буран» Воронеж (1990/91), «Аргус» Москва и «Вятич» Рязань (1991/92), «Русский вариант» Липецк (1992/93 — 1993/94, 1994/95), «Торпедо» Ярославль (1994, МХЛ), «Кристалл» Саратов (1995/96 (МХЛ), 1997/98 (МХЛ), 2000/01), «Молот» Пермь (1995/96, МХЛ), «Авангард» Омск (1996/97, МХЛ), «Титан» Клин (1997/98, 1999/2000, 2000/01, 2001/02 — 2002/03), «Нефтяник» Альметьевск (1997/98 — 1998/99), ЦСК ВВС и ЦСК ВВС-2 (1999/2000, МХЛ), «Нефтяник» Лениногорск (2000/01), Металлург (Серов) (2000/01).
Тренер в московских хоккейных школах «Северная звезда» (2007—2008), «Синяя птица» (2010—2011), «Вымпел» (2013—2016).